# Yukimi Nagano
Yukimi Eleanora Nagano, (nacida el 31 de enero de 1982) es una cantante y compositora sueca. Nagano nació y creció en Gotemburgo, Suecia, de padre japonés, Yusuki Nagano, y de madre sueca-estadounidense, Joanne Brown.

## Carrera
Nagano es la vocalista de Little Dragon, una banda de música electrónica, que ella estableció con sus amigos cercanos de la  escuela secundaria, Erik Bodin (batería), Fredrik Wallin (bajo) y Håkan Wirenstrand (teclados).
Ella trabajó con la banda de nu jazz, Koop, en las canciones «Summer Sun» y «Bright Nights» (ambos de 2001 el Vals para Koop), y en «Come To Me», «I See a Diferent You» y «Whenever There Is You» (de Koop Islands).
Ella y Erik Bodin tocan en directo con su colega artista de Gotemburgo, José González.
Ella contribuyó el trabajo vocal significativo al álbum Moving On de Hird, incluyendo la canción «Keep You Kimi» y la canción de título «Moving On».
Ha cantado en el álbum Plastic Beach de Gorillaz en las canciones «Empire Ants» y «To Binge», las cuales coescribió.
En 2011, Nagano apareció en el álbum de debut epónimo de SBTRKT con su voz en la canción «Wildfire».
Nagano también aparece en el álbum de Raphael Saadiq, Stone Rollin' en la canción «Just Don't»
También colaboró en las voces para «Scale It Back» en el álbum de DJ Shadow, The Less You Know, the Better y para «Descending», «Higher Res» y «Thom Pettie» del álbum de Big Boi, Vicious Lies and Dangerous Rumours.
Es presentada, junto con Little Dragon, colaborando con en el dúo de música electrónica ODESZA en su sencillo «Light».
También es presentada junto a Machine Gun Kelly en su canción «Lead You On»
También es la hermana de la cantante Sandra Sumie Nagano cuyo álbum homónimo fue lanzado por Bella Unión en diciembre de 2013.